# فرهنگ تالایوتیک

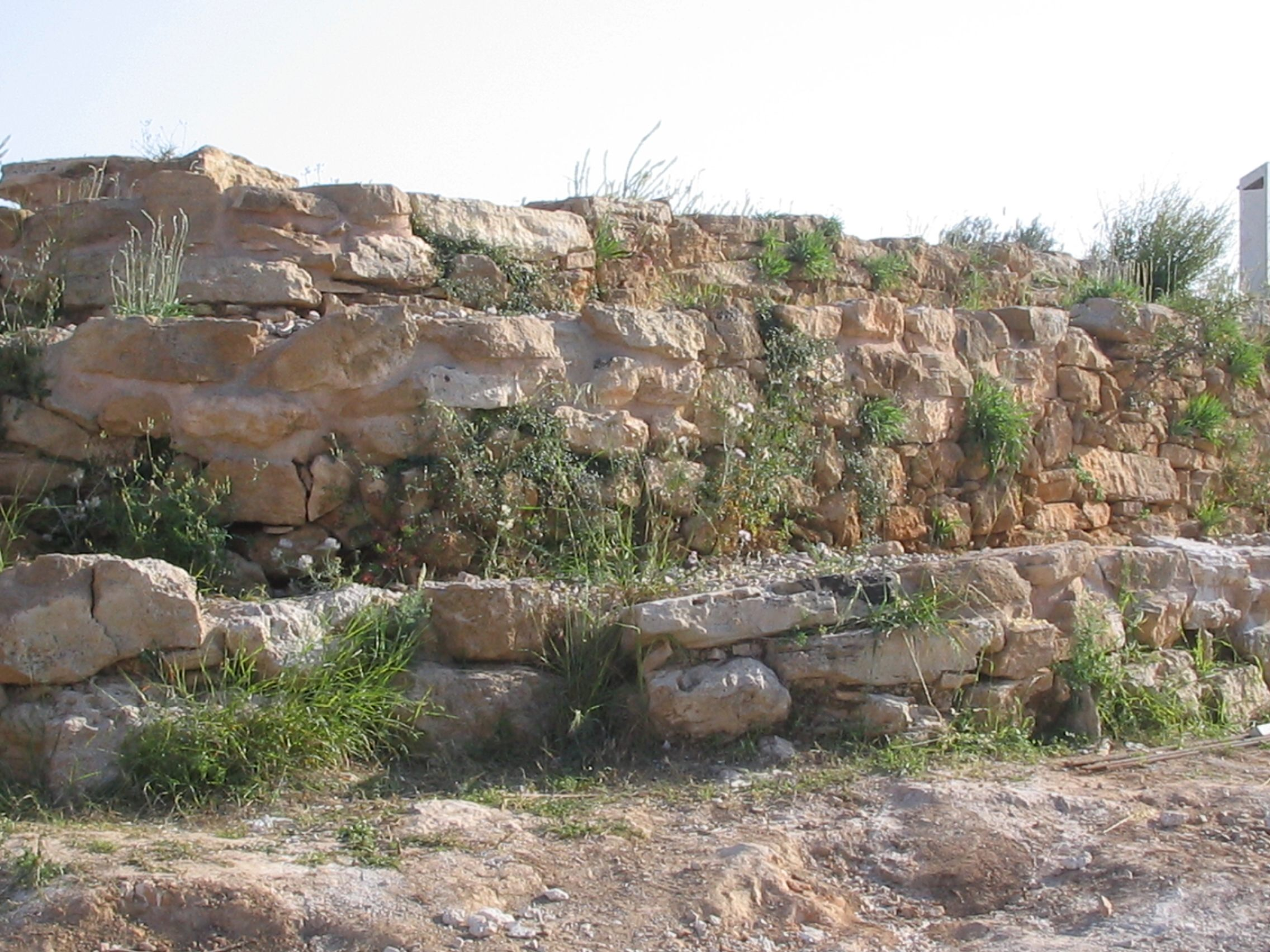
تومولوس در نزدیکی پارک باستان‌شناسی پیگ د سا موریسکا. سون فرر، کالویا، مایورکا.

فرهنگ تالایوتیک یا عصر تالایوتیک نامی است که برای توصیف جامعه ای استفاده می‌شود که در جزایر ژیمنسیان (شرقی‌ترین جزایر بالئاری) در طول عصر آهن وجود داشته است. خاستگاه این فرهنگ به پایان هزاره دوم قبل از میلاد برمی گردد؛ یعنی زمانی که فرهنگی که پیشا-تالایوتیک نامیده می‌شود، دچار بحران شد و فرهنگ تالایوتیک جایگزین آن شد. نام این فرهنگ از تالایوت گرفته شده است که فراوان‌ترین و نمادین‌ترین سازه‌های دوره ماقبل تاریخ جزایر بالئاری هستند.

## تاریخچه
اولین شواهد حاکی از توسعه این فرهنگ در پایان هزاره دوم قبل از میلاد وجود داشته‌اند، زمانی که جامعه جزیره با افزایش جمعیت، تولید ناکارآمد غذا و فضای زندگی محدود تهدید می‌شد. فنون کشاورزی که اولین ساکنان هزاره قبل در عصر مس با خود آورده بودند شامل کاشت در زمین تازه آباد شده پس از سوزاندن جنگل‌ها و شخم زدن زمین تازه پاک شده بود. این تکنیک منجر به زوال سریع زمین‌های حاصلخیز شد و ممکن است علت اصلی رژیم غذایی کاملاً گوشت‌محور ساکنان جزیره در اواخر عصر برنز بوده باشد.